# Poldark (serie televisiva 2015)
Poldark è una serie televisiva britannica basata sulla saga di Poldark di Winston Graham. La saga è composta da 12 romanzi mentre la serie TV è basata solo sui primi sette.
Già tra il 1975 e il 1977, fu realizzata una serie di due stagioni che andò in onda in oltre 40 paesi, divenendo una delle serie televisive britanniche di maggiore successo di tutti i tempi.
La serie è andata in onda in Italia sul canale a pagamento La Effe dal 18 novembre 2016 al 24 gennaio 2020 mentre in chiaro è stata trasmessa soltanto la prima stagione su Canale 5 dall'8 luglio al 5 agosto 2018.

## Trama
Alla fine del XVIII secolo, Ross Poldark torna alle sue miniere di rame in Cornovaglia dopo aver combattuto per il suo Paese nella guerra d'indipendenza americana per tre anni, lasciando dietro di sé la sua amata Elizabeth. Al suo ritorno, scopre che molte cose sono cambiate: suo padre è morto, il suo patrimonio è in rovina e Elizabeth è diventata la promessa sposa di suo cugino Francis Poldark. Bisognoso di aiuto, assume una sguattera, Demelza, dopo averla salvata da un pestaggio. Deciso a rimettere in piedi la sua miniera di rame, l'uomo deve affrontare a più riprese le angherie di George Warleggan, ricco banchiere del luogo.

## Episodi
| Stagione         | Episodi | Prima TV Regno Unito | Prima TV Italia |
| ---------------- | ------- | -------------------- | --------------- |
| Prima stagione   | 8       | 2015                 | 2016            |
| Seconda stagione | 10      | 2016                 | 2017            |
| Terza stagione   | 9       | 2017                 | 2018            |
| Quarta stagione  | 8       | 2018                 | 2019            |
| Quinta stagione  | 8       | 2019                 | 2020            |

## Produzione
La serie è stata girata a partire dall'aprile 2014 in Cornovaglia e Bristol ed è prodotta dalla Mammoth Screen.
Visto il successo ottenuto, con una media di più di otto milioni di spettatori, l'8 aprile 2015 la BBC ha annunciato il rinnovo per una seconda stagione. Tale stagione viene trasmessa, sempre da BBC One, a partire dal 4 settembre 2016.
Ancor prima della messa in onda della seconda stagione, nel luglio 2016 la serie è stata rinnovata per una terza stagione, andata in onda sulla BBC dall'11 giugno 2017.
La serie, dopo una quarta stagione, è stata rinnovata per una quinta ed ultima trasmessa a partire nel luglio 2019.

## Trasmissione internazionale
Negli Stati Uniti d'America, la serie viene trasmessa dalla PBS a partire dal giugno 2015. In Australia, è approdata sul canale ABC1 il 12 aprile 2015, mentre in Nuova Zelanda è stata diffusa da Prime a partire dal 22 aprile 2015. La serie viene trasmessa anche da altre nazioni europee come la Svezia (dal 22 agosto 2015 su SVT), la Norvegia (dal 6 settembre 2015 sulla NRK), la Polonia (dal 15 gennaio 2016 su TVP1) e l'Estonia (dal 12 marzo 2016 su ETV). In Italia, la serie è stata trasmessa dal 18 novembre 2016 al 24 gennaio 2020 su  La EFFE.